# کریستیان ویلهلم آلرس
کریستیان ویلهلم آلرس (آلمانی: Christian Wilhelm Allers؛ ۶ اوت ۱۸۵۷ – ۱۹ اکتبر ۱۹۱۵) نقاش اهل کشور آلمان بود.سبک وی در نقاشی واقع‌گرایی بود.

## نگارخانه

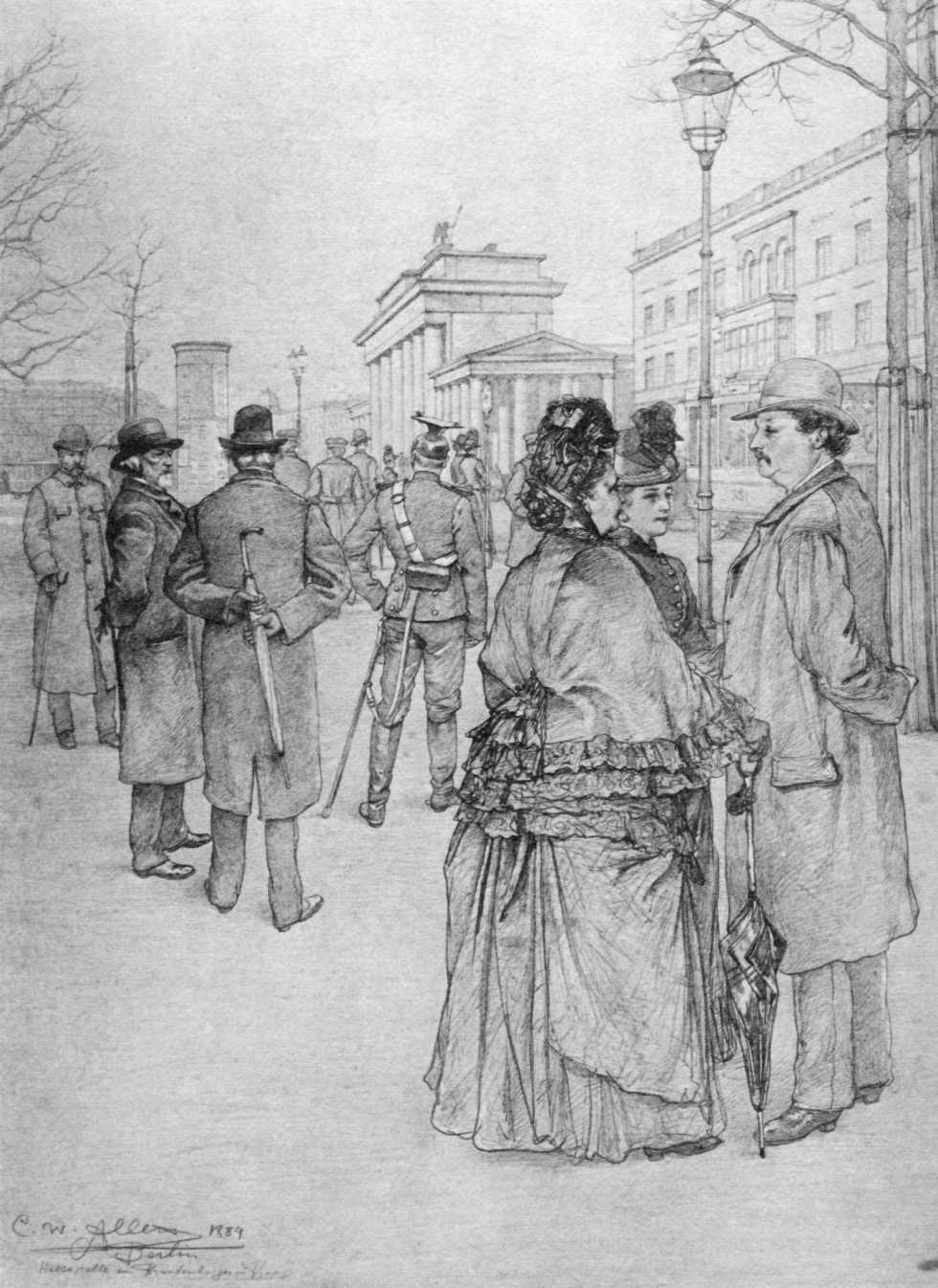
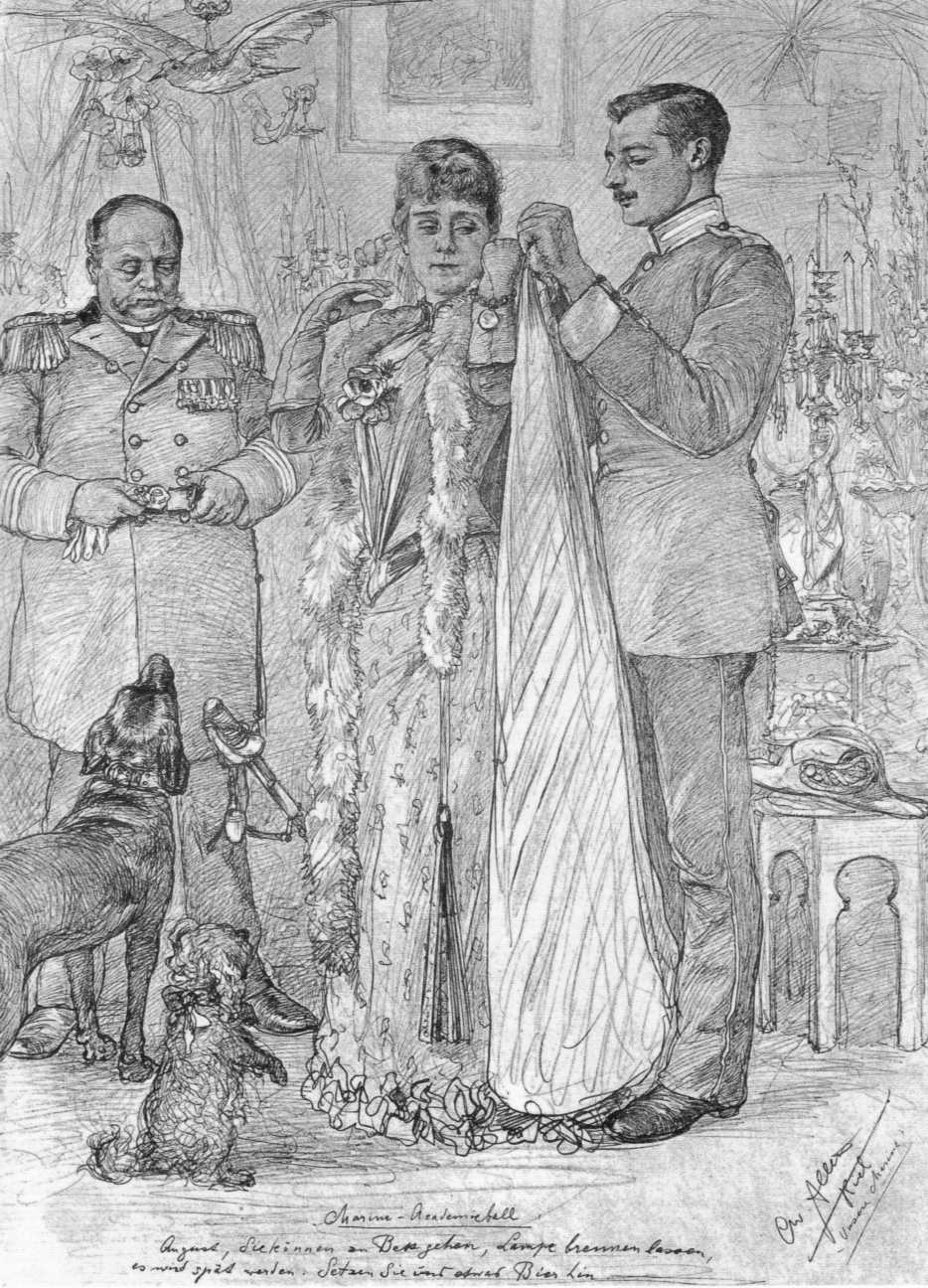
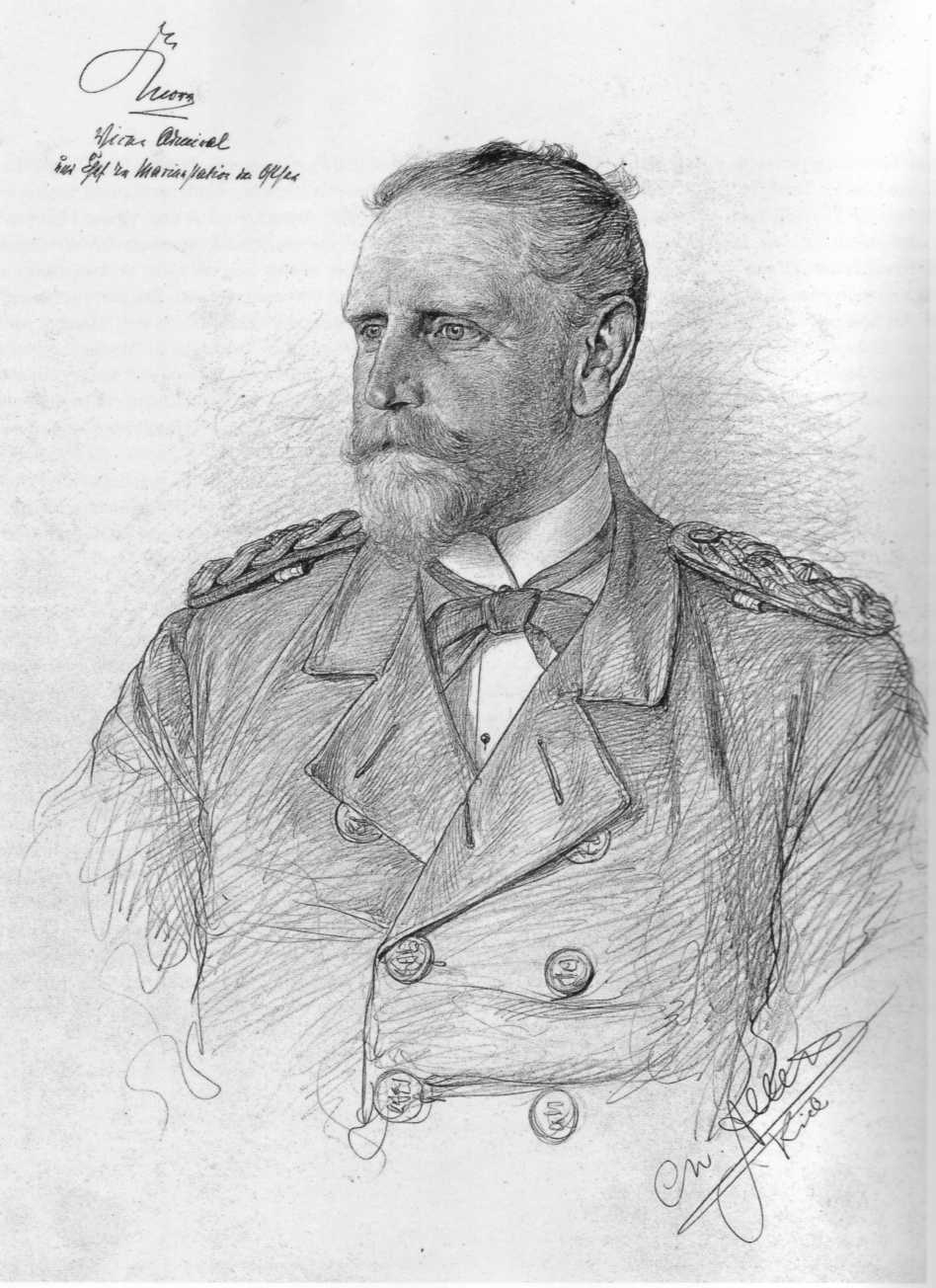
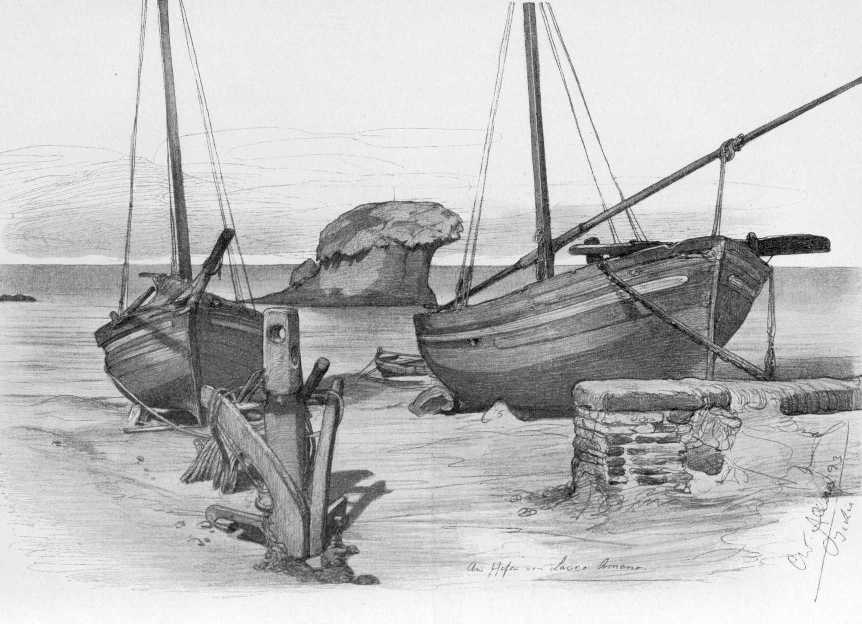
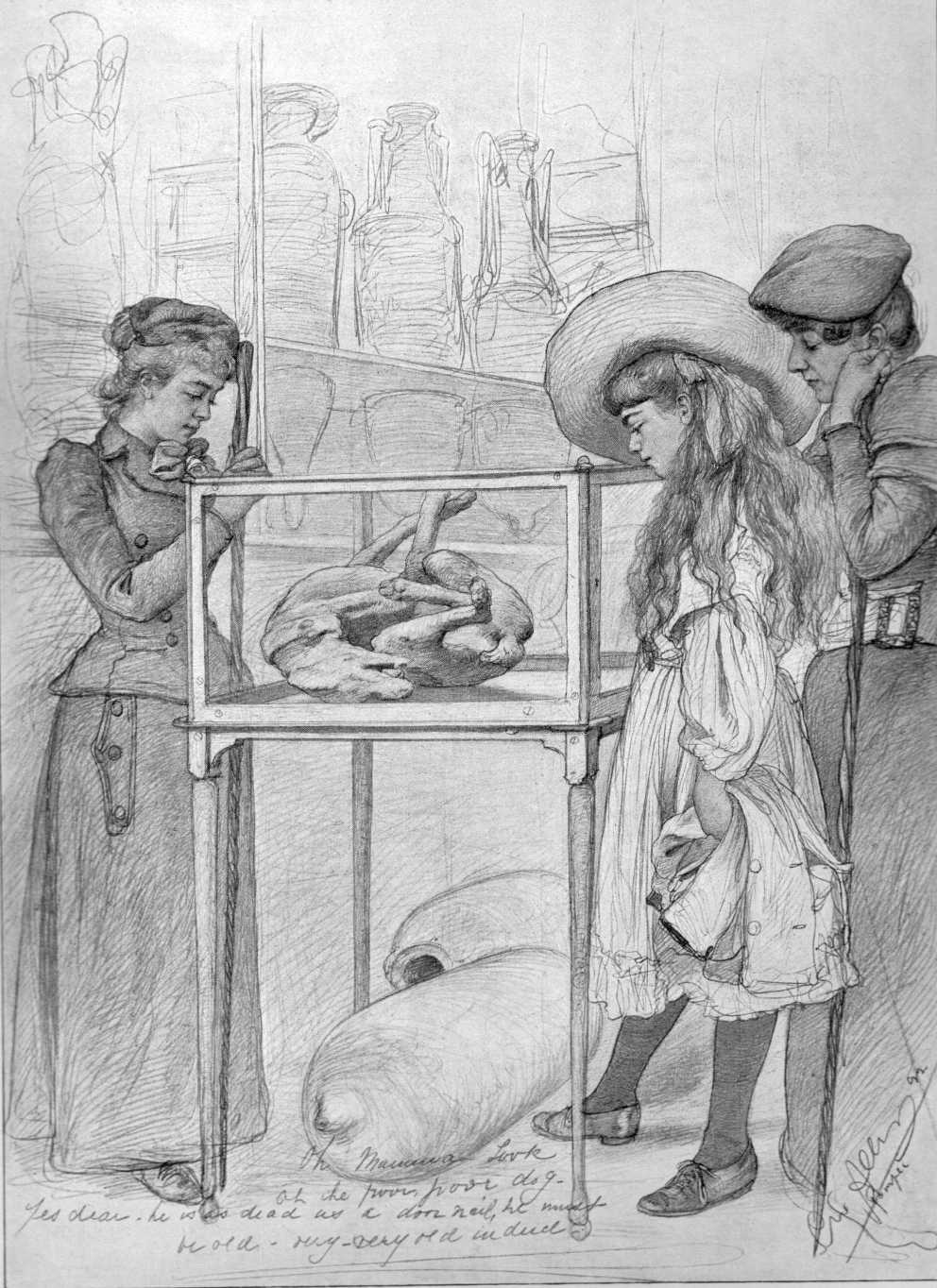
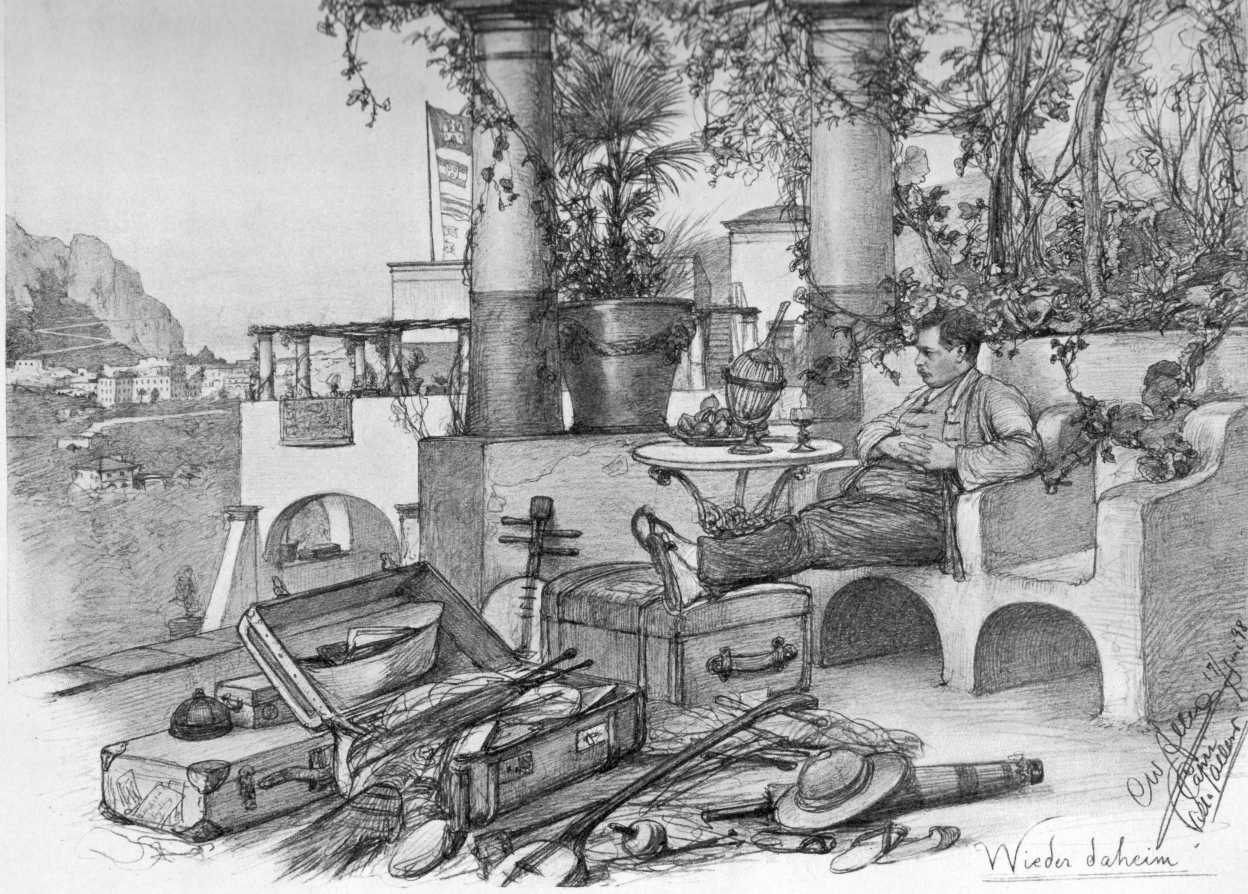
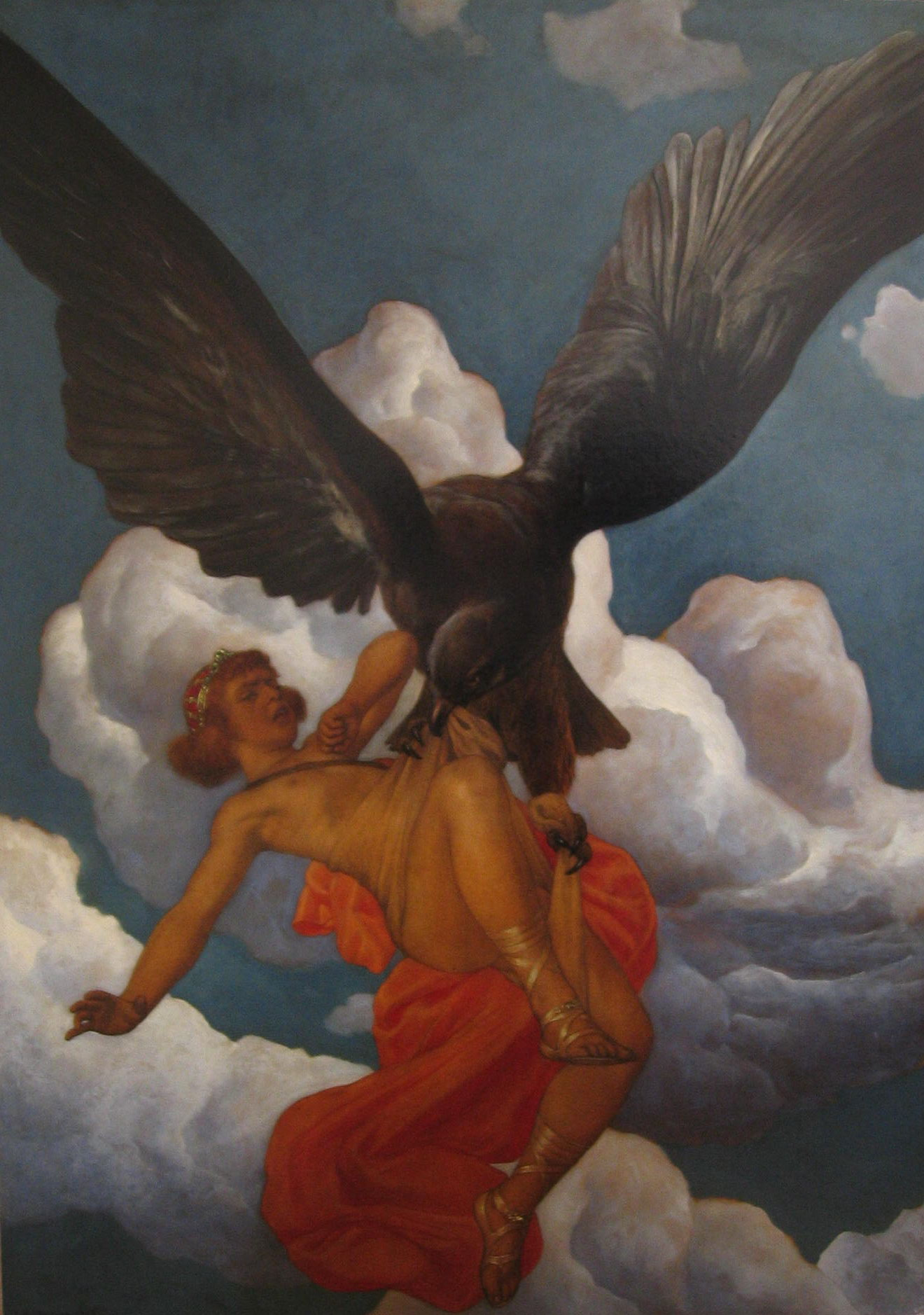